# بونتاريناس (محافظة)
بونتاريناس (بالإسبانية: Puntarenas)‏ هي محافظة من محافظات كوستاريكا، تقع في الجزء الغربي من كوستاريكا، وتغطي معظم ساحل كوستاريكا المطل على المحيط الهادي، وهي المحافظة الأكبر في كوستاريكا، وتحد محافظة غواناكاسته، سان خوسيه، ليمون، والعاصمة سان خوسيه، ويحدها من الجنوب دولة بنما. المدينة الرئيسة تدعى «بونتاريناس» أيضا، وتبلغ مساحتها 11.266 كم²، ويقارب عدد سكانها 410,929 نسمة. وتقسم إلى 11 «كانتون». ولغايات إدارية، تعتبر جزيرة إيسلا دي كوكو -التي تبعد 500 كم عن الضغة الغربية- جزءا من هذه المحافظة.

## الكانتونات
1. أغيري
2. بوينوس ايريس
3. كوريذوريس
4. كوتو بروس
5. إسبارسا
6. غارافيتو
7. غولفيتو
8. مونتيس دي أورو
9. أوسا
10. باريتا
11. بونتاريناس

## أعلام
- ميليسا هيريرا
- أوليفييه بيريز غونزاليس
- إدغار مارين
- ساتورنينو يزانو غوتيريز